# Dennis G. Peters
Dennis Gail Peters (Los Ángeles, 17 de abril de 1937 - Bloomington, Indiana, 13 de abril de 2020) fue un químico analítico estadounidense, especializado en electroquímica. Profesor en la Universidad de Indiana (1975). Peters dirigió su propio grupo de investigación en la Universidad de Indiana en Bloomington (Indiana) hasta su fallecimiento en 2020. Su investigación se centró en el comportamiento electroquímico de los compuestos orgánicos halogenados, y en los catalizadores de metales de transición en lo que respecta a la oxidación y reducción de especies orgánicas. Fue autor o coautor de más de doscientas publicaciones y cinco libros de texto de química analítica.

## Vida personal
Dennis Peters nació el 17 de abril de 1937 en Los Ángeles, California. Completó su licenciatura en química en el Instituto de Tecnología de California en 1958 y se graduó cum laude antes de completar su doctorado en química analítica en la Universidad de Harvard con James J. Lingane. Después de completar su doctorado en 1962, Peters fue a la Universidad de Indiana en Bloomington, Indiana.
Peters falleció a consecuencia de la enfermedad por coronavirus COVID-19. Contrajo el virus mientras estaba en el hospital recuperándose de una caída.

## Carrera
Peters fue asesor de estudiantes graduados del departamento de química entre 1969 y 1971, donde reclutó a la clase entrante más grande del departamento. Su investigación se centró en las propiedades mecanísticas y sintéticas de la oxidación y reducción de compuestos orgánicos halogenados y electrocatálisis en síntesis orgánica.

## Premios y honores
- 2017, Premio Fellow de la American Chemical Society[10]
- 2012, Premio de la Asociación Americana para el Avance de la Ciencia[11]
- 1990, División de Química Analítica de la American Chemical Society J. Calvin Giddings Award for Excellence in Teaching[12]

## Publicaciones

### Libros
- Análisis químico cuantitativo, tercera edición, 1968, con RB Fischer
- Una breve introducción al análisis químico cuantitativo, 1969, con RB Fischer
- Equilibrio químico, 1970, (con RB Fischer)
- Separaciones y mediciones químicas, 1974, con JM Hayes y GM Hieftje
- Una breve introducción al análisis químico moderno, 1976, con JM Hayes y GM Hieftje